# PCCカー (ハンブルク市電)
この項目では、アメリカ合衆国で開発され世界各地でライセンス生産が実施された路面電車車両であるPCCカーのうち、かつてドイツの都市・ハンブルクに存在したハンブルク市電に導入された車両について解説する。同車は西ドイツ（現：ドイツ）における唯一のPCCカーであったが、短期間でベルギーの首都・ブリュッセルのブリュッセル市電へ譲渡され、2024年現在も博物館で動態保存されている。

## 概要
第二次世界大戦後のハンブルク市電では、戦災からの復興に加えて車両の近代化が進められていた。既に1949年から大型ボギー車であったV6形の量産が行われていたが、当時ハンブルク市電を運営していたハンブルク高架鉄道は更なる近代的な車両の導入を模索していた。そこで導入が決定したのが、アメリカ合衆国で開発された路面電車車両のPCCカーであった。
PCCカーは直角カルダン駆動方式の導入、多段制御の採用、足踏みペダルによる速度制御などの新機軸の技術を多数導入した車両で、その画期的な構造はアメリカ合衆国外からも注目を集めた。その中で、ベルギーでは鉄道車両メーカーのラ・ブルジョワーズ・エ・ニケーズ・エ・デルキュブ（BND）（現：アルストム）と電気機器メーカーのシャルルロワ電気製造工場（ACEC）（現：アルストム）がアメリカの企業とライセンス契約を結び、PCCカーの生産を実施していた。ハンブルク高架鉄道が導入したのは、この両社によって製造された車両であった。
片運転台式のボギー車で、全長は14,130 mm、全幅は2,200 mmとV6形とほぼ同一であった一方、台車間距離はV6形よりも広い6,700 mmで、乗り心地の向上に貢献したが、ハンブルク各地に存在した急曲線を通過する際に車体が大きくはみ出すため走行可能な系統が制限された。乗降扉は3箇所あり、前方と中間の扉から乗車し、後方の扉付近にいる車掌に運賃を支払って下車する流れが用いられた。車内の座席は1＋2人掛けのクロスシートを基本としていたが、V6形と比べて座席の間隔は狭かった。台車はセントルイス・カー・カンパニーが製造したものを輸入する形で用い、各台車には出力40 kWの主電動機が2基ずつ配置された。車内には換気用の換気扇が設けられていた。これらの設計や構造は、当時BN社とACEC社がベルギーの首都・ブリュッセルの路面電車（ブリュッセル市電）向けに量産していたPCCカー（T7000形）と同一であった。

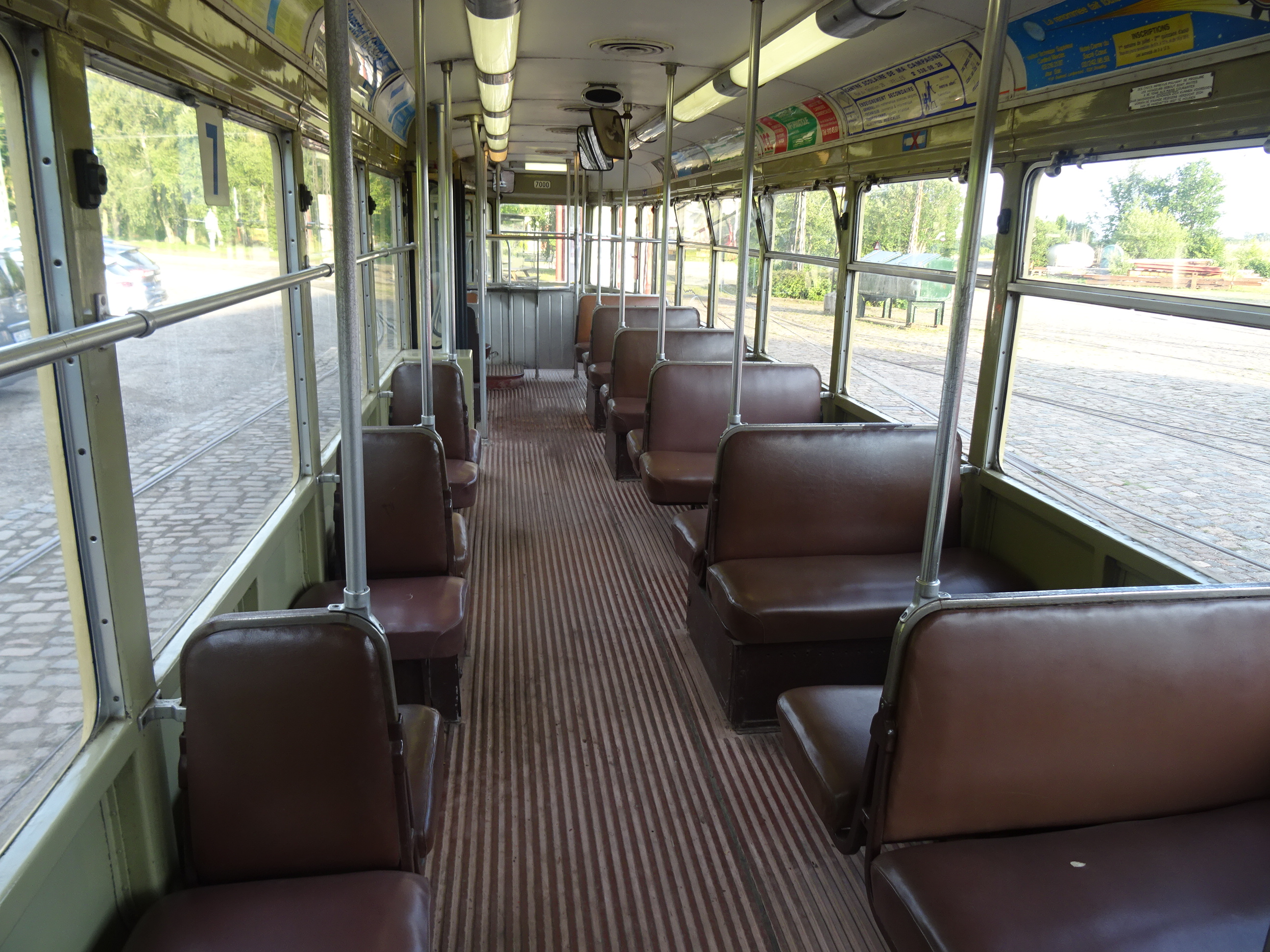
車内
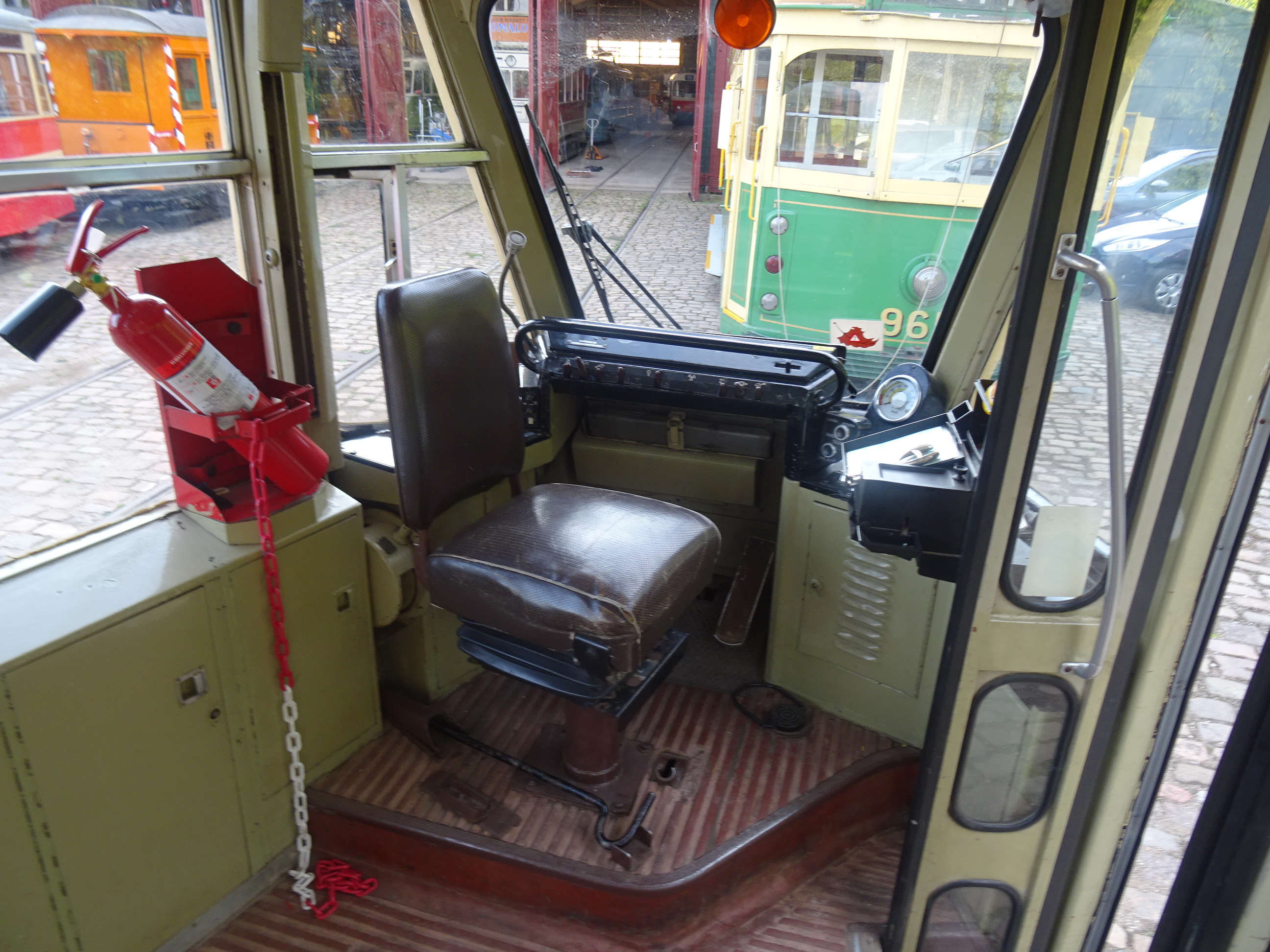
運転台
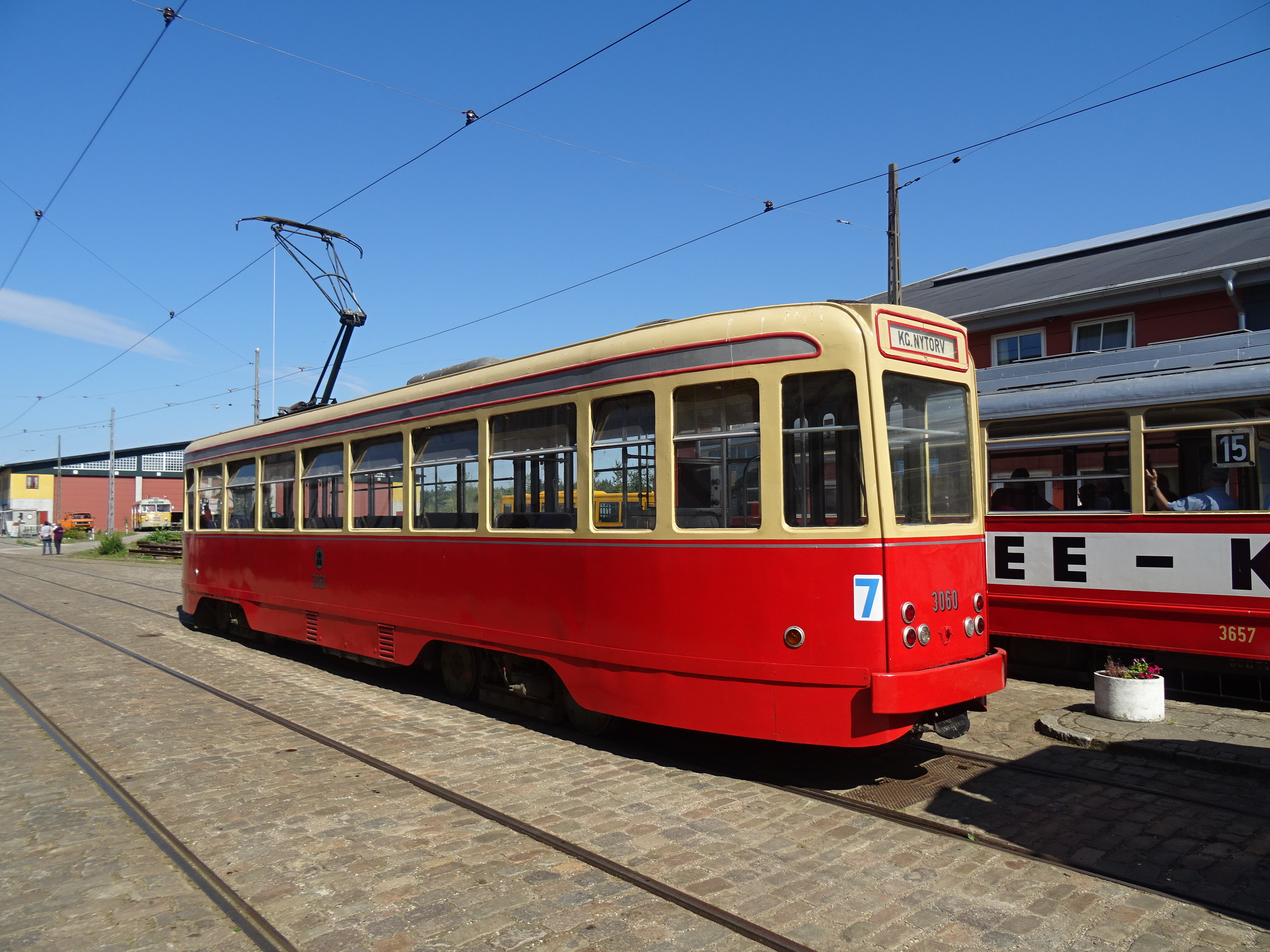
後方（2022年撮影）

1951年末にハンブルクに納入された車両は「3060」という車両番号が与えられ、1952年2月14日から営業運転を開始した。ハンブルク東部を走る8号線で使用されたが、前述の欠点が要因となり、急曲線が多い系統での使用は出来なかった他、直角カルダン駆動方式を始めとした新機軸の技術は消費電力の増大を引き起こした。加えて1958年にハンブルク市電を廃止する方針が固まった結果、1両のみ在籍していたPCCカーは余剰となり、運用から離脱した。その後、まず1958年にデンマークの首都・コペンハーゲンの路面電車（コペンハーゲン市電）の新型車両導入に関する比較試験用として数週間ほど営業運転が行われた。そして試験終了後、同車はベルギーの首都・ブリュッセル（ブリュッセル市電）へ譲渡され、「7000」という車両番号に変更された上でT7000形に編入され1995年1月まで営業運転に用いられた。

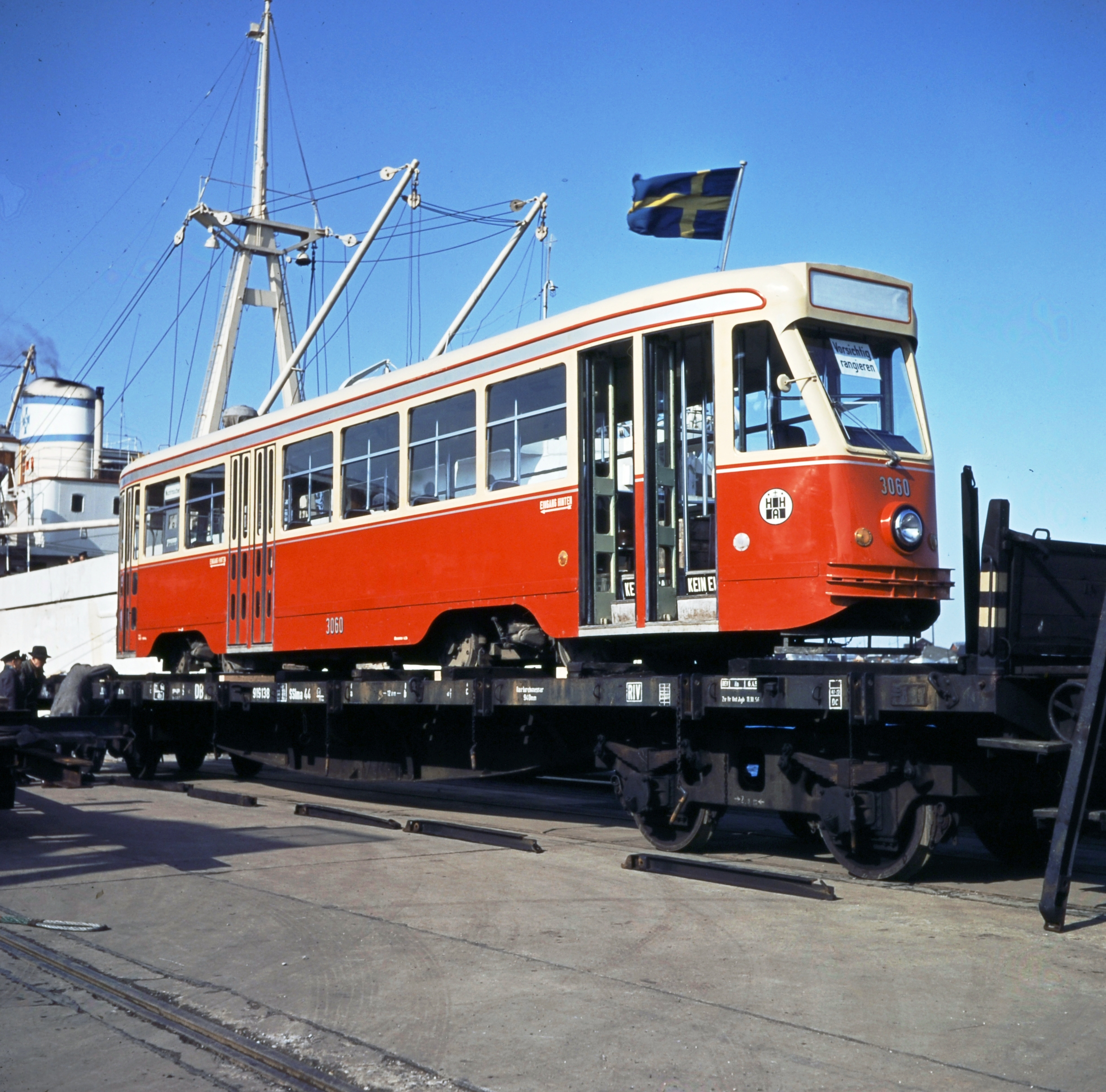
コペンハーゲンへ輸送されたPCCカー（1958年撮影）
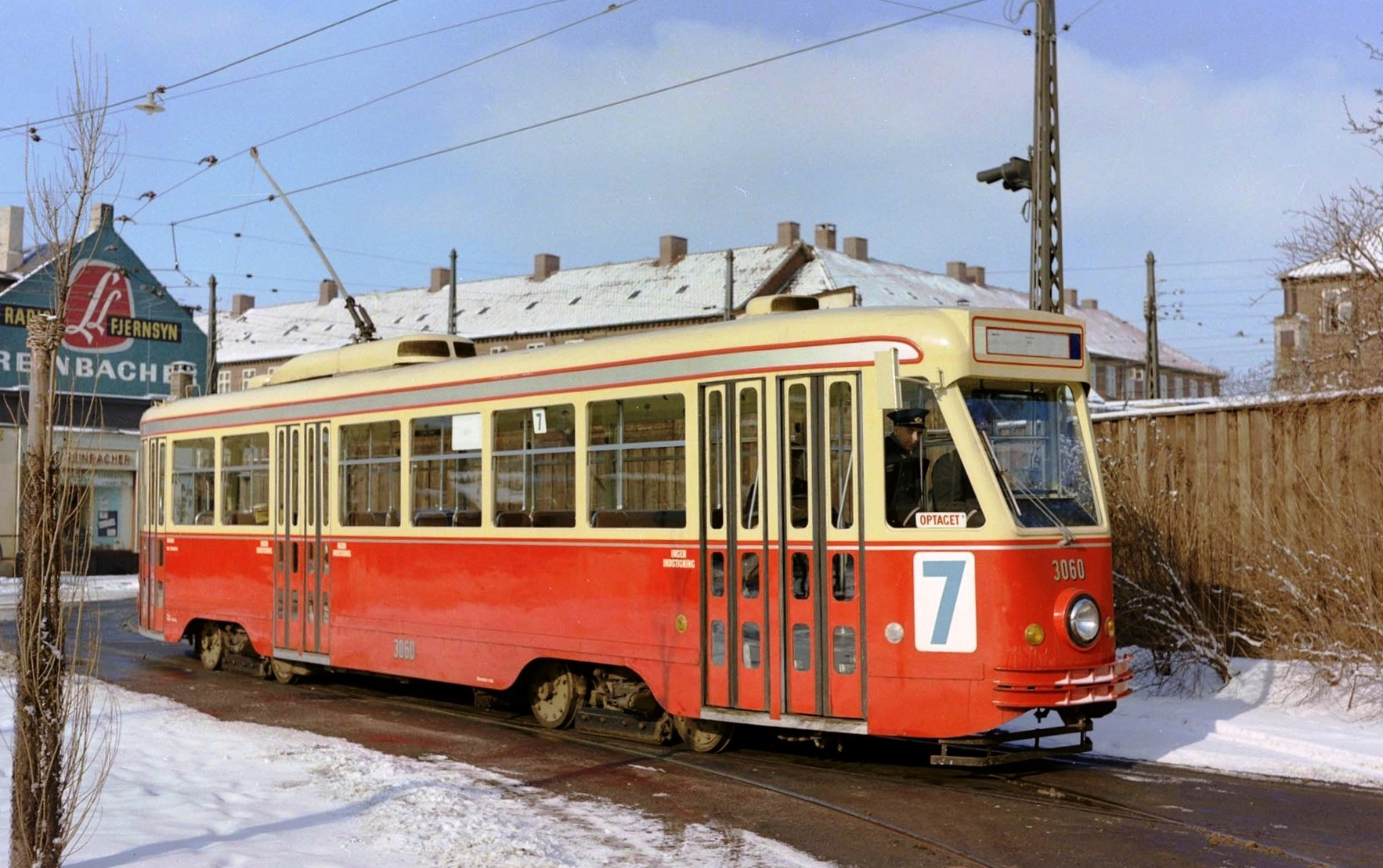
コペンハーゲンで試験的に営業運転に使用されたPCCカー（1958年撮影）

以降も同車は現存しており、引退した1995年にハンブルクの交通愛好家・博物館鉄道協会（Verein Verkehrsamateure und Museumsbahn e. V.）へ譲渡された後、1999年以降はデンマークのショルデナシュホルム路面電車博物館へ貸し出され、動態保存運転が継続して行われている。

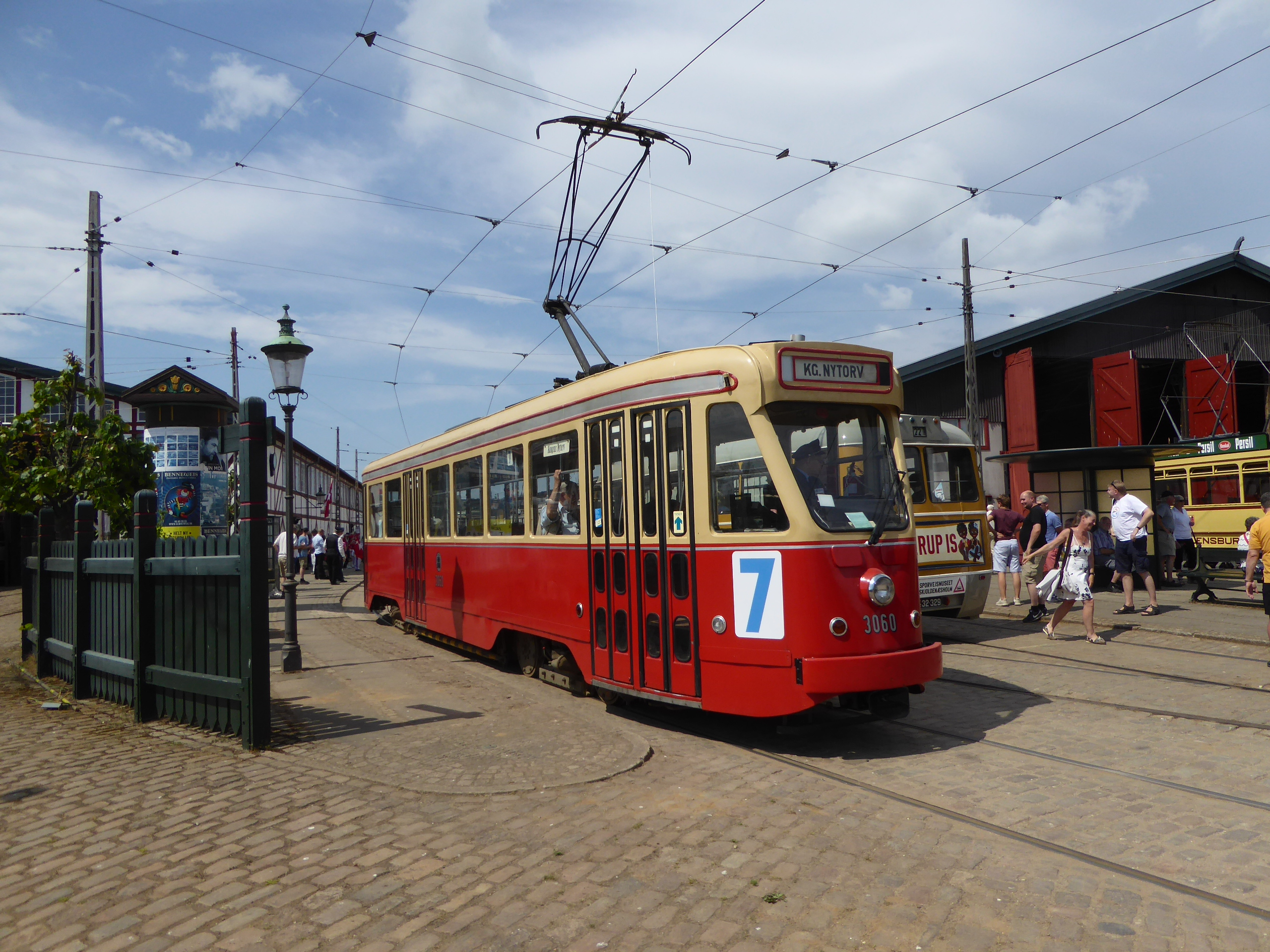
デンマークで動態保存が行われているPCCカー（2018年撮影）